# Linda Nooitmeer
Linda Nooitmeer (Paramaribo, 19 oktober 1974) is een Nederlands bestuurder en financieel specialist. Zij was van 2018 tot 2025 voorzitter van het Nationaal instituut Nederlands slavernijverleden en erfenis (NiNsee).

## Biografie
Nooitmeer werd geboren in Suriname, waar haar vader politieagent was. De familienaam werd vastgelegd in de nasleep van de afschaffing van de slavernij in het Koninkrijk der Nederlanden. Nooitmeer kwam in 1990 naar Nederland. Haar vader was betrokken bij het onderzoek onder leiding van Herman Gooding naar het bloedbad van Moiwana (1986). Toen dat negatief dreigde uit te pakken voor de regering moest hij vluchten. Gooding vluchtte ook, keerde terug en werd vermoord. Nooitmeers vader ging werken bij de Nederlandse politie waar hij slachtoffer werd van institutioneel racisme.

### Opleiding
Nooitmeer had na de Surinaamse onafhankelijkheid ook in eigen land te maken met discriminatie. Een gerenommeerde school wees haar af als zijnde te donker. Dreigen met het Ministerie van Onderwijs hielp, toch werd ze apart behandeld. Tussen 1977 en 1985 doorliep Nooitmeer de lagere school in Paramaribo (Zinniaschool) en Saramacca (H.C. Pawelschool). Haar middelbare schoolperiode bracht ze tussen 1985 en 1990 aan de mavo in die plaatsen door (Mathoeraschool in Saramacca, Swami Dayanand- en Marie Le Fevreschool in Paramaribo). In het leerjaar 1990-1991 begon ze aan de havo-opleiding aan het Olympus College in Arnhem, stroomde in 1992 door naar het vwo aan dezelfde school en sloot dat in 1995 af. Aansluitend begon zij aan studies binnen het Hoger economisch en administratief onderwijs (HEAO) te Utrecht, in eerste instantie management, economie en recht, vanaf 1996 tot 2000 Bedrijfseconomie.

### Werk
Nooitmeer vond emplooi als financieel specialist bij diverse consultancybureaus (2001-2007) en overheidsinstellingen (2007-2023). Ondertussen was ze een actief lid binnen de Surinaamse diaspora, zoals tijdens de viering van Ketikoti en als voorzitter van de vrouwencommissie van het Surinaams Inspraak Orgaan (SIO). In 2017 trad ze toe tot het bestuur van het NiNsee, waarvan ze in 2018 voorzitter werd. In 2023 werd Nooitmeer tijdelijk directeur van het cultureel-maatschappelijke podium Kargadoor.
Naast deze werkzaamheden is Nooitmeer bestuurslid van het genootschap Nationaal Archief, lid van de inspiratieraad van het bureau Nationaal Coördinator tegen Discriminatie en Racisme (NCDR), voorzitter van subsidieregeling slavernij- en koloniaal verleden te Rotterdam en secretaris bij de afdeling IJsselstein van D66. Voor die partij stond ze ook op plaats 65 ingeschreven voor Tweede Kamerverkiezingen 2023. Ze was al eerder (2005-2007) gemeenteraadslid van Nieuwegein, maar dan voor de Partij voor de Arbeid en lid van de Raad van Toezicht van het Cultuurhuis Kanaleneiland.

### Ketikoti
Op 1 juli 2023 hield koning Willem-Alexander een toespraak tijdens Ketikoti (de Nationale Herdenking Slavernijverleden) bij het Nationaal monument slavernijverleden, een monument in het Oosterpark (Amsterdam) ter herdenking van de afschaffing van de slavernij in het Nederlands Koninkrijk. In de toespraak maakte hij excuses voor de rol van Nederland in het slavernijverleden en vroeg hij om vergiffenis omdat zijn voorouders destijds niet hebben ingegrepen tegen het systeem. Bij deze gelegenheid hield ook Nooitmeer een toespraak, waarin ze stelde dat het racisme moet worden tegengegaan dat zich "heeft genesteld in de krochten van onze diepste gedachten en zich op cruciale momenten doet gelden". Het radioprogramma De Taalstaat riep Nooitmeer daarop uit tot Taalstaatmeester 2023, een onderscheiding bedoeld voor iemand wiens of wier taalgebruik dat jaar opviel. Het panel vond Nooitmeer in haar toespraak "indrukwekkend, inlevend en depolariserend".
In december 2023 ondertekende Nooitmeer samen met NiNsee-directeur Urwin Vyent de bijschrijving van Ketikoti in de Inventarislijst Immaterieel Erfgoed Nederland.